# Olga Bolșova
Olga Bolșova (též často Olga Bolšova; * 16. června 1968 Kišiněv, Moldavská SSR) je bývalá moldavská atletka, která se v 90. letech specializovala na skok do výšky. V závěru své kariéry se věnovala trojskoku.
Provdala se za překážkáře a olympionika Vadima Zadojnova. Dcera Aliona Bolsovová je profesionální tenistka. Rodina žije v Katalánsku.

## Kariéra
Největší úspěch své kariéry zaznamenala na halovém ME ve Stockholmu v roce 1996, kde vybojovala výkonem 194 cm bronzovou medaili. Na Letních olympijských hrách 1996 v Atlantě postoupila do finále, kde obsadila 11. místo (193 cm). Z kvalifikace postoupila také v roce 1997 na halovém MS v Paříži, kde skončila devátá.
Jejím nejlepším výsledkem v trojskoku bylo 4. místo na halovém MS 2001 v Lisabonu. Od bronzové medaile ji dělily pouhé dva centimetry. Hned v první sérii vylepšila hodnotu národního rekordu na 14,17 metru. V dalších sériích se však již nezlepšila a bronz vybojovala výkonem 14,19 m Američanka Tiombe Hurdová. Na MS v atletice 2001 v Edmontonu a na evropském šampionátu v Mnichově v roce 2002 skončila devátá.

### Osobní rekordy
Hala
- skok do výšky – 194 cm – 28. únor 1994, Pireus (NR)
- trojskok – 14,17 m – 11. března 2001, Lisabon (NR)

Dráha
- skok do výšky – 197 cm – 5. září 1993, Rieti (=NR)
- trojskok – 14,24 m – 28. června 2003, Alcalá de Henares (NR)